# Шиши (Свердловская область)
Шиши́ — деревня в Белоярском районе Свердловской области России. Входит в Белоярский муниципальный округ.
Ранее деревня входила в состав Черноусовоского сельсовета Белоярского района.

## География
Шиши расположены на реке Брусянке, в 19 километрах к юго-юго-западу от посёлка Белоярского. Южнее деревни, ниже по течению Брусянки, расположена деревня Гилёва.
Севернее деревни Шиши проходит железнодорожная ветка Екатеринбург — Каменск-Уральский. За железной дорогой расположено соседнее село Большебрусянское. К северо-востоку от Шишей расположен остановочный пункт 49 км.

### Часовой пояс
Шиши, как и вся Свердловская область, находится в часовой зоне МСК+2. Смещение применяемого времени относительно UTC составляет +5:00.

## Население
| 2002 | 2010 | 2021 |
| ---- | ---- | ---- |
| 3    | ↗11  | ↗28  |

## Инфраструктура
В Шишах 21 улица: Берёзовая, Вишнёвая, Гагарина, Горная, Заречная, Зелёная, Ленина, Лесная, Луговая, Майская, Малахитовая, Мостовая, Мраморная, Набережная, Народной Воли, Полевая, Приречная, Российская, Светлая, Солнечная, Южная; 1 переулок — Уральский; три садоводческих некоммерческих товарищества: «Авиатор», «Мечта», «Мостовик».